# Langschwanz-Schlafbeutler
Der Langschwanz-Schlafbeutler (Cercartetus caudatus), auch Neuguinea-Schlafbeutler genannt, ist ein kleines Säugetier, das in Neuguinea im Maoke- und Bismarckgebirge, im Norden der Vogelkop-Halbinsel, auf der Huon-Halbinsel und auf der Kap-York-Halbinsel zwischen Cooktown und Townsville in Nordostaustralien vorkommt.

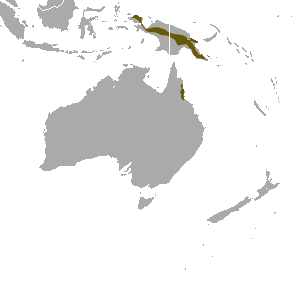
Das Verbreitungsgebiet des Langschwanz-Schlafbeutlers

## Merkmale
Die kleinen Beuteltiere erreichen eine Kopfrumpflänge zwischen 10 und 11 cm und haben einen 12,8 bis 15 cm langen Greifschwanz. In den meisten Fällen ist der Schwanz mindestens 14 cm lang. Sie wiegen 25 bis 40 g. Ihr Fell ist auf dem Rücken braungrau bis rotbraun und auf der Bauchseite hellgrau bis weißlich. Rund um die großen Augen sind die Haare schwarz. Auch die mausartigen Ohren sind relativ groß. Der dritte Prämolar des Oberkiefers ist kleiner als die Molaren und nicht eingekerbt oder gesägt. Der gut entwickelte Beutel der Weibchen öffnet sich nach hinten.

## Lebensraum
Der Langschwanz-Schlafbeutler lebt auf Neuguinea in Primär- und Sekundärwäldern in Höhen von 1500 bis 3450 Metern über NN. In der Küstenebene des nordwestlichen Queensland kommt die Art in Wäldern vor, die von Eukalypten (Eucalyptus) und Myrtenheiden (Melaleuca) geprägt sind, in Höhen von mehr als 300 Metern in Regenwäldern.

## Lebensweise
Die Tiere sind nachtaktiv und schlafen tagsüber allein oder in kleinen Gruppen in Nestern, die sie z. B. auf Schraubenbäumen, in Baumhöhlen oder in hohen Gräsern oder Farnen bauen. Die Nester werden aus Blättern gebaut und haben üblicherweise einen Durchmesser von etwa 15 cm. Sinkt die Temperatur auf 7 bis 9 °C oder weniger überdauert sie die Zeit im Torpor. Während ihrer Aktivitätszeit in der Nacht sind Langschwanz-Schlafbeutler sehr aktiv und können horizontale Sprünge von mehr als einem Meter Weite machen. Sie ernähren sich von Gliederfüßern, darunter Spinnen, Blütengrillen, Käfer, Motten und Schaben, möglicherweise auch von Blütennektar, Pollen und Pflanzensäften. Die kleinen Beuteltiere vermehren sich wahrscheinlich zweimal im Jahr, von Januar bis Februar und von August bis November. Die Weibchen bekommen ein bis vier Jungtiere, die nach 45 Tagen, wenn sie 5 bis 7 g schwer sind, den Beutel verlassen. Vollkommen selbständig werden sie 80 bis 92 Tage nach ihrer Geburt mit einem Gewicht von 10 bis 15 g. Zu den Fressfeinden des Langschwanz-Schlafbeutlers gehören Beutelmarder (Dasyurus), Hauskatzen, Eulen und Pythons.
Der Langschwanz-Schlafbeutler gilt als ungefährdet.